# Samsara Blues Experiment
Samsara Blues Experiment ist eine deutsche Band, die im Sommer 2007 von Christian Peters, nach dessen Ausstieg als Gitarrist bei Terraplane, gegründet wurde.

## Geschichte
Im Herbst 2008 fand sich in Berlin die Besetzung der ersten drei Studioalben mit Hans Eiselt an der zweiten Gitarre, Richard Behrens am Bass und dem Schlagzeuger Thomas Vedder.
Nach Veröffentlichung des ersten Demos spielte die Band etliche Konzerte in Deutschland, an der Westküste der USA, in Italien, Österreich, den Niederlanden und Belgien, so z. B. auf dem Yellowstock-Festival 2009 in Geel. Im März 2010 wurde schließlich das Debütalbum Long Distance Trip bei World in Sound/Rough Trade veröffentlicht. Im Jahr 2010 war die Band unter anderem auf Szenefestivals wie dem Burg-Herzberg-Festival, dem Yellowstock und dem Stoned-From-The-Underground-Festival zu sehen.
2011 folgte nach weiteren Europatouren und einem weiteren Auftritt beim Roadburn Festival mit Revelation & Mystery der zweite Longplayer. Ebenfalls bei World in Sound/Rough Trade erschienen, ging die Band damit eine etwas geradlinigere, weniger psychedelische Richtung ein und wurde in der nationalen Fachpresse wie u. a. Rock Hard lobend erwähnt.
2012 kam es zu einer Wiederveröffentlichung der „USA-Demo“ CD mit neuaufbereitetem Coverdesign bei dem von Christian Peters neugegründeten Label Electric Magic Records.
Es folgten weitere Konzerte im Süden und Osten Europas, u. a. als Headliner beim Robustfest in Kiev. Im Oktober desselben Jahres spielten Samsara Blues Experiment auf dem WDR Rockpalast-Crossroads Festival in Bonn.
Im Frühjahr 2013 veröffentlichte die Band das Rockpalast-Konzert auf CD bei Electric Magic Records.
Am 14. November 2013 legte die Band ihr drittes Studioalbum Waiting for the Flood nach, das ebenfalls wieder auf Electric Magic Records veröffentlicht wurde. Wie beide Vorgänger wurde das Album, das vier Longtracks auf einer Gesamtlänge von knapp 50 Minuten hat, im Big-Snuff-Studio in Berlin von dem Bassisten Richard Behrens aufgenommen und produziert. Das Cover-Artwork stammt von dem polnischen Künstler Zdzislaw Beksinski.
Im Mai 2014 stieg Bassist Richard Behrens offiziell aus der Band aus, nachdem er bereits seit Anfang des Jahres durch Hans Eiselt am Bass ersetzt wurde. Im April 2017 veröffentlichte die Band in dieser Besetzung ihr viertes Studioalbum One with the Universe über Electric Magic Records. Nach Tourneen in Latein-Amerika (2017 und 2018), Australien und Neuseeland (2018) und Europa widmete sich die Band im Frühjahr 2020 der Aufnahme von End of Forever, welches ihr letztes Album werden sollte. Die Band verkündete im selben Jahr eine unbestimmte Pause, während End of Forever zum Januar 2021 auf Christian Peters Electric Magic-Label veröffentlicht wurde. 2023 erschien letztlich mit Rock Hard in Concert ein zweites Live-Album, aufgenommen bereits im Jahr 2018 von Rock Hard Magazin Herausgeber Holger Stratmann. 
2024 wurde schließlich via Social Media das Ende der Band bekannt gegeben, während alle Mitglieder in neuen Formationen weiterhin Musik machen.

## Stil
Der Musikstil des Samsara Blues Experiments besteht aus einer Mischung von Stonerrock, Psychedelic Rock und folkloristischen Einflüssen, wobei hier vor allem der Einfluss indischer Raga-Musik zu erwähnen ist.

## Diskografie
- 2008: s/t Demo / 2009 Release im USA-Demo / 2011 USA-Demo (Electric Magic Records)
- 2010: Long Distance Trip (World in Sound / Rough Trade)
- 2011: Revelation & Mystery (World in Sound / Rough Trade)
- 2012: Center of the Sun / Midnight Boogie – 12" EP (World in Sound / Rough Trade)
- 2013: Live at Rockpalast (Electric Magic Records)
- 2013: Waiting for the Flood  (Electric Magic Records)
- 2017: One with the Universe  (Electric Magic Records)
- 2021: End of Forever (Electric Magic Records)
- 2023: Rock Hard in Concert (World in Sound)
- 2025: Time Wizardry (Best of Demos & Rarities) (World in Sound)